# Mycosphaerella pyrolae
Mycosphaerella pyrolae är en svampart som först beskrevs av Christian Gottfried Ehrenberg, och fick sitt nu gällande namn av Lind 1924. Mycosphaerella pyrolae ingår i släktet Mycosphaerella och familjen Mycosphaerellaceae.   Inga underarter finns listade i Catalogue of Life.